# Pieve di Santa Maria Maggiore (Pontebba)
La pieve di Santa Maria Maggiore è la parrocchiale di Pontebba, in provincia ed arcidiocesi di Udine; fa parte della forania della Montagna.

## Storia
A Pontebba venne costruita su progetto di Johann Komaue una chiesa in stile gotico nel 1504. Questa chiesa fu poi ampliata nel XVII secolo. 
Dal 17 maggio 1780 il parroco di Pontebba si decora del titolo, per concessione dell'arcivescovo di Udine, di pievano ad honorem.
Nel 1883 partirono, su progetto di Girolamo D'Aronco, i lavori di riedificazione della chiesa, consacrata nel 1888 ma ultimata solo nel 1903.
La chiesa fu restaurata tra il 1922 e il 1942.

## Interno
All'interno si possono ammirare il Flügealtar, un pregevole altare ligneo attribuito a Wolfang Haller, e una tela di Palma il Giovane che raffigura una Madonna con i santi Rocco e Sebastiano (terzo decennio del XVII secolo).

## Parrocchia
La parrocchia di Santa Maria Maggiore di Pontebba comprende anche le chiese dei paesi di Laglesie San Leopoldo, Pietratagliata, Studena Bassa ed Aupa.

## Galleria d'immagini

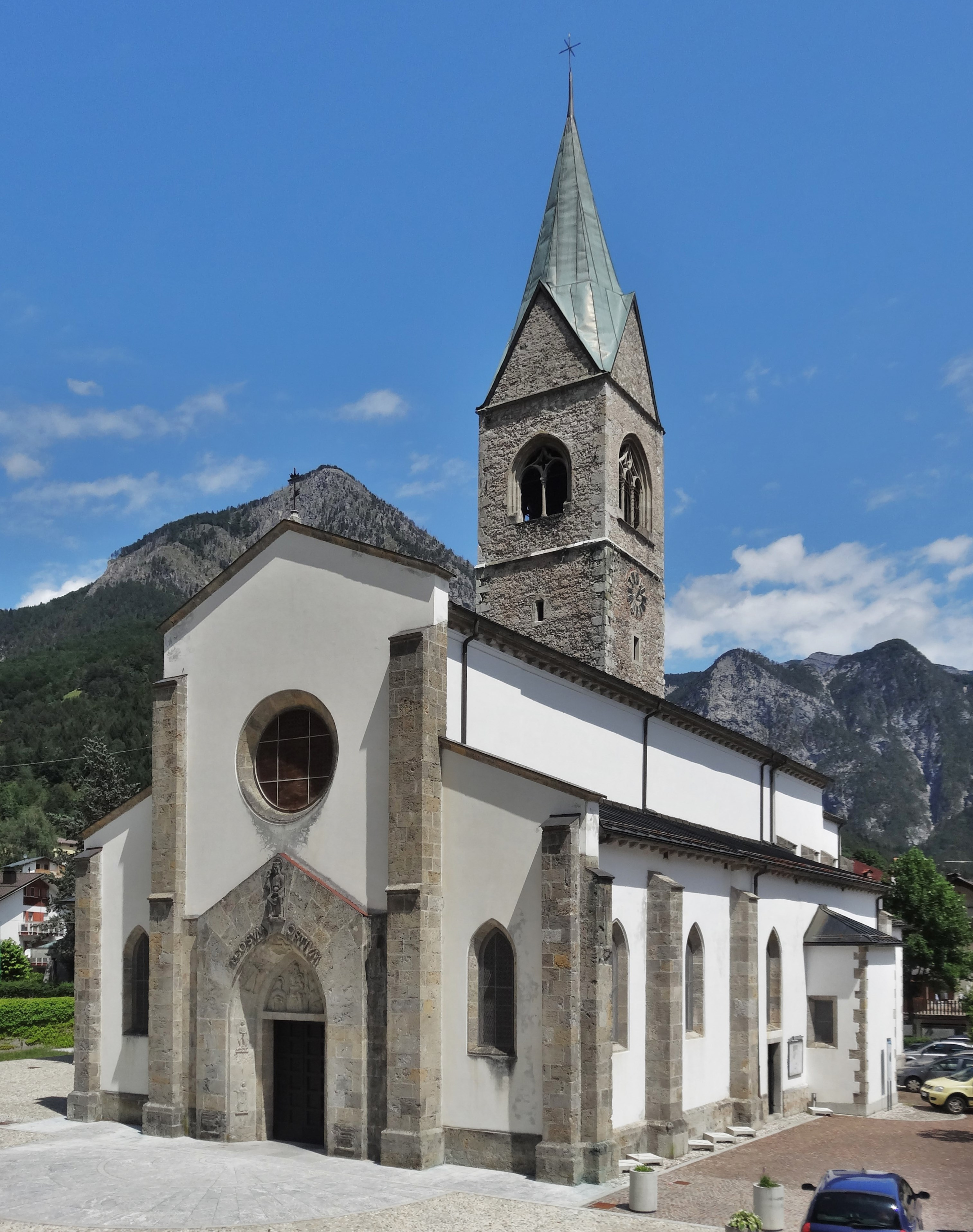
Vista esterna della pieve
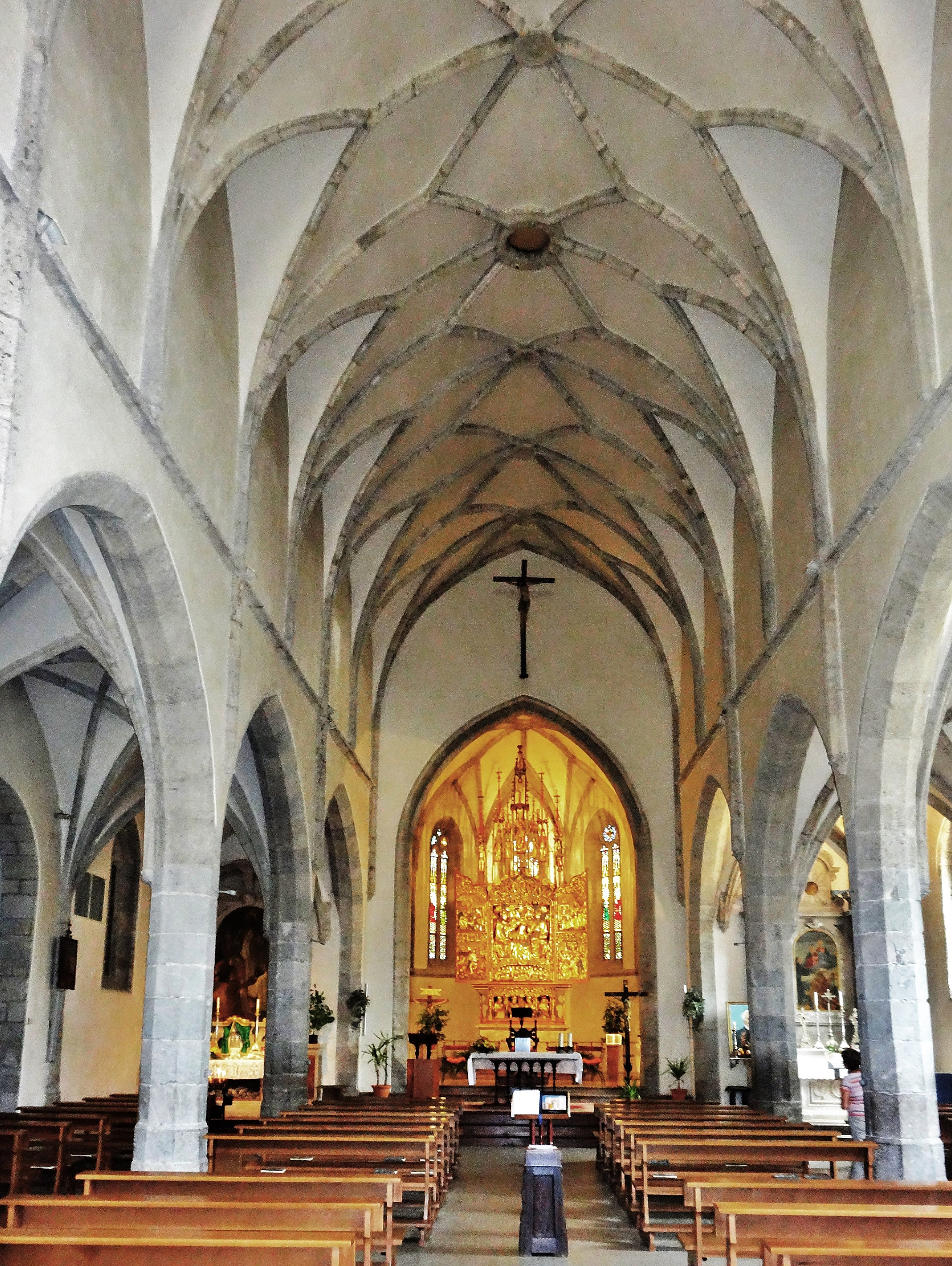
Vista dell'interno
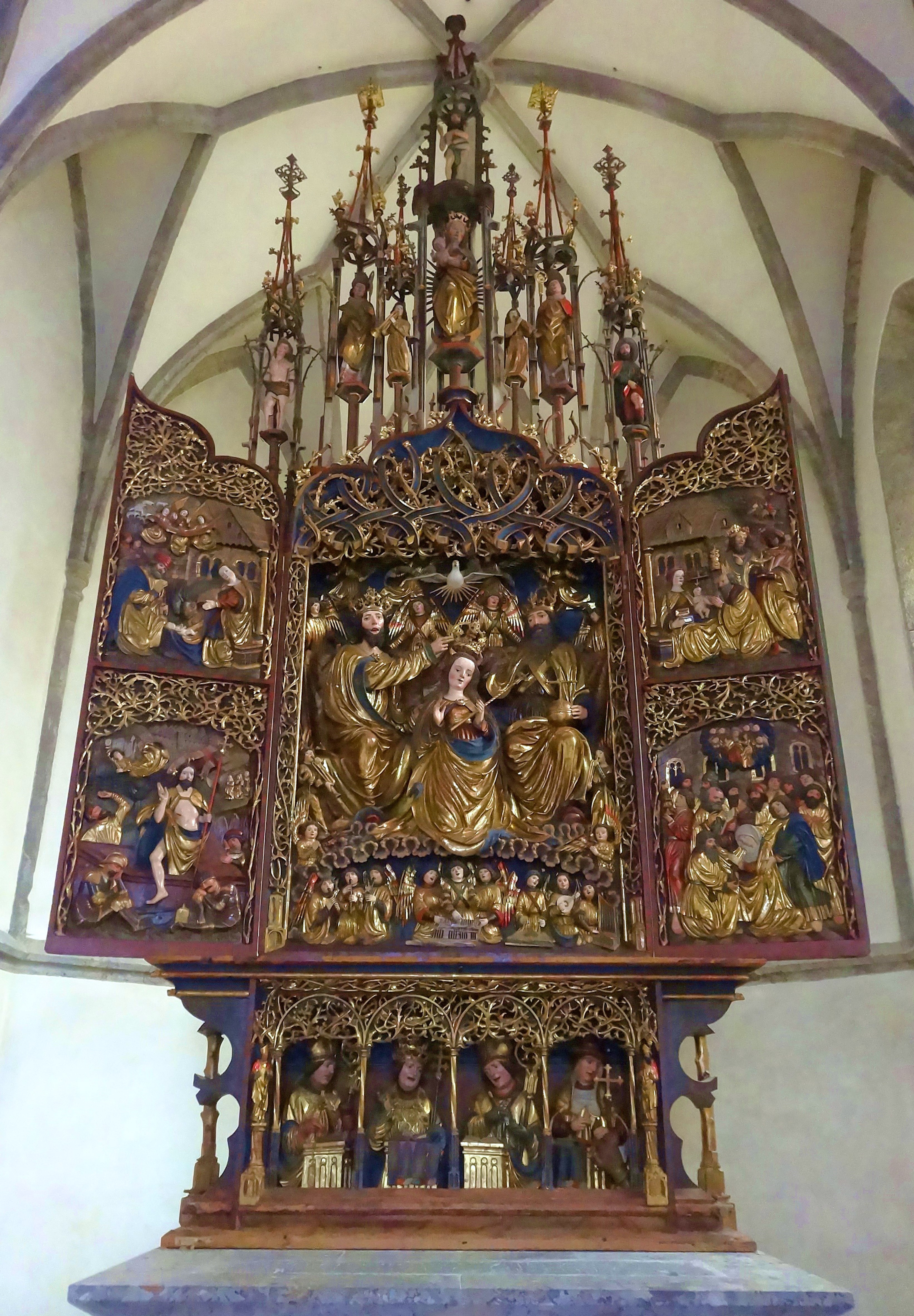
Il Flügealtar
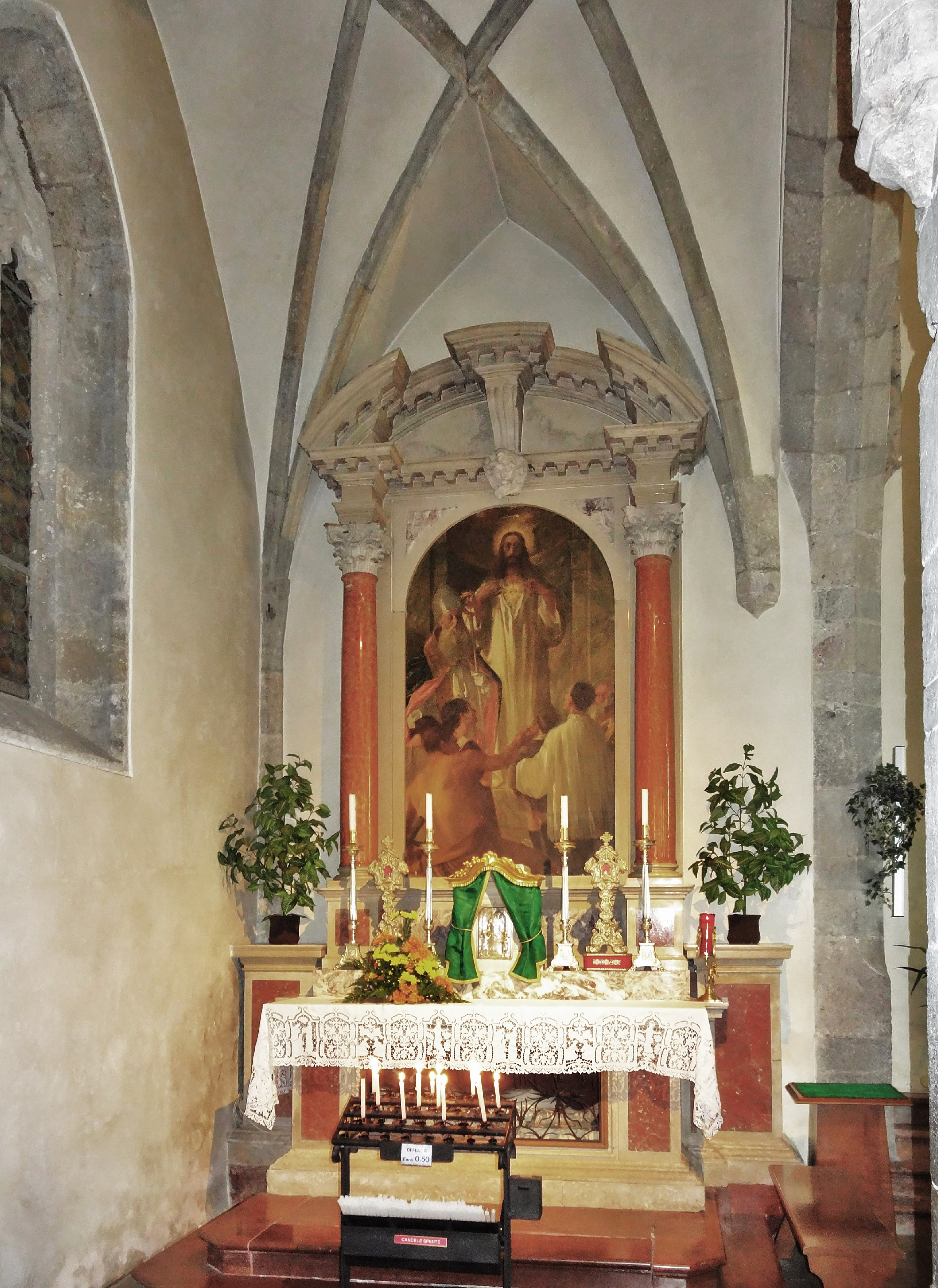
Un altare laterale